# Sanya Richards-Ross
Sanya Richards-Ross (Kingston, 26 febbraio 1985) è un'ex velocista statunitense, specializzata nei 400 metri piani.
In carriera è stata campionessa olimpica a Londra 2012 e mondiale a Berlino 2009 dei 400 m piani, nonché due volte campionessa olimpica e quattro volte campionessa mondiale con la staffetta statunitense della 4×400 metri.
Allenata da Clyde Hart, detiene dal 2006 il record nazionale dei 400 m piani e ha detenuto fino al 2019 il record nord-centroamericano della stessa specialità. È l'atleta che ha corso per il maggior numero di volte in carriera i 400 m sotto i 50 secondi, ben 49.

## Biografia

### Gli inizi
Nata a Kingston, Giamaica, Sanya Richards lascia il suo paese d'origine all'età di 12 anni per trasferirsi con la famiglia negli Stati Uniti d'America, acquisendone la cittadinanza nel maggio 2002.
Frequenta la St. Thomas Aquinas High School di Fort Lauderdale, Florida, aiutando la scuola durante la sua permanenza a conquistare quattro titoli statali e stabilendo il record della Florida sui 400 m piani. In questo periodo si diletta anche nella pallacanestro e diventa membro della National Honor Society.
Nel luglio 2002 si mette in luce ai Mondiali juniores, svoltisi nella sua città natale Kingston, vincendo una medaglia d'argento nei 400 m piani e una di bronzo sui 200 m piani.

### 2003-2005: le prime affermazioni internazionali
Nel 2003 ottiene la sua prima medaglia nella categoria seniores, conquistando l'oro ai Mondiali di Saint-Denis come componente della staffetta 4×400 m; la squadra, composta da Demetria Washington, Jearl Miles-Clark, Me'Lisa Barber e la stessa Richards vince in 3'22"63, miglior tempo mondiale stagionale, davanti a Russia e Giamaica.
Il 2004 è l'anno del suo debutto olimpico; ai Giochi olimpici di Atene partecipa sia ai 400 m piani che alla staffetta 4×400 m. Nei 400 m conquista la finale ma deve accontentarsi del sesto posto con il tempo di 50"19.
Nella staffetta, insieme alle connazionali DeeDee Trotter, Monique Henderson e Monique Hennagan, vince il titolo olimpico chiudendo la gara in 3'19"01.
La prima medaglia individuale giunge nel corso dei Mondiali 2005 di Helsinki, nella sua specialità, i 400 metri piani. Con 49"74 la Richards vince la medaglia d'argento preceduta solamente dalla bahamense Tonique Williams-Darling.
Il 19 agosto, in occasione del meeting di Zurigo e a pochi giorni di distanza dalla fine dei mondiali, la Richards realizza il suo nuovo primato personale sui 400 m, nonché miglior tempo mondiale stagionale, fermando il cronometro a 48"92.

### 2006: la conquista del jackpot della Golden League
Nel 2006 vince tutte le sei gare della Golden League, assicurandosi così il jackpot destinato ai vincitori di tutte le prove della manifestazione, premio che dividerà con il connazionale Jeremy Wariner e il giamaicano Asafa Powell, anch'essi vincitori di tutte le prove stagionali della competizione.
Il 16 settembre dello stesso anno ad Atene, in occasione della Coppa del mondo, stabilisce il nuovo record continentale nord-centroamericano dei 400 m piani con il tempo di 48"70, battendo il precedente primato di Valerie Brisco-Hooks di 48"83, che resisteva da ben 22 anni.
A completare un'ottima stagione agonistica riceve dalla IAAF il prestigioso riconoscimento di atleta femminile dell'anno 2006.
Sul fronte degli studi, si laurea presso l'Università del Texas ad Austin con una laurea in sistemi informativi e di gestione.

### 2007-2008: parziali delusioni a Osaka e Pechino

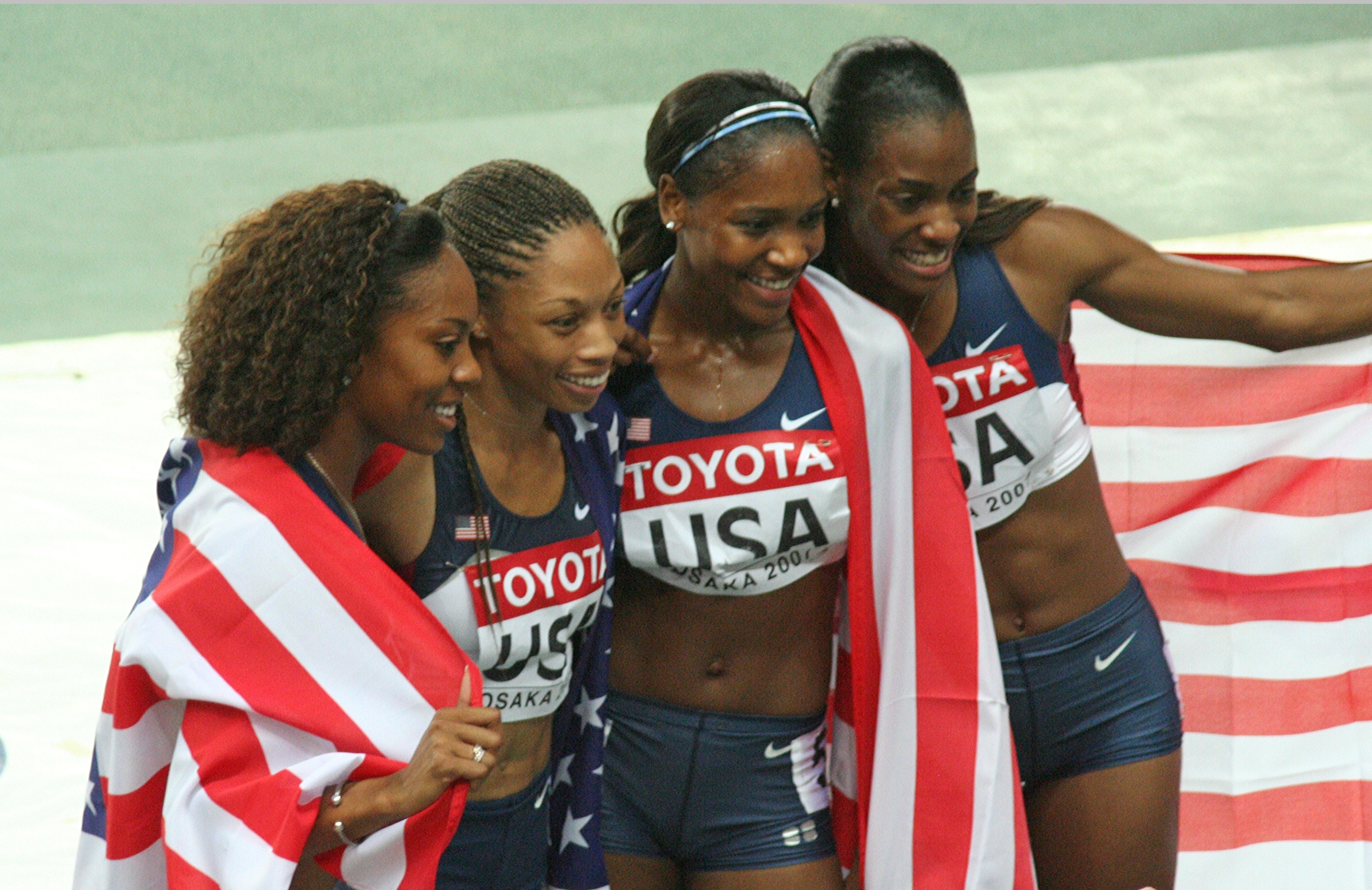
Sanya Richards-Ross (a sinistra) festeggia l'oro vinto ai Mondiali di con le compagne della staffetta 4×400 m

L'anno successivo, durante i trials statunitensi, manca la qualificazione ai mondiali nella sua specialità, i 400 m piani, giungendo solo quarta. Ottiene invece la certezza di partecipare alla rassegna mondiale sui 200 m piani giungendo seconda.
Ai Mondiali di Osaka è solamente quinta sui 200 m, ma vince nuovamente l'oro con la staffetta 4×400 metri statunitense; con un riscontro cronometrico di 3'18"55, che rappresenta il miglior tempo stagionale, la staffetta (composta questa volta da DeeDee Trotter, Allyson Felix, Mary Wineberg e Sanya Richards) si impone davanti a Giamaica e Regno Unito.
A fine stagione, dopo aver vinto tutte le sei gare previste dei 400 m piani, ottiene per la seconda volta la conquista del jackpot della Golden League, questa volta in condivisione con la russa Elena Isinbaeva. Nel corso dello stesso anno le viene diagnosticata la sindrome di Behçet, una forma rara di vasculite che le causa problemi soprattutto nello svolgimento della sua attività sportiva.
Ai Giochi olimpici del 2008 a Pechino si presenta da favorita dopo aver realizzato i migliori tempi stagionali sui 400 metri. In finale però conquista solamente il bronzo con il tempo di 49"93, battuta dalla britannica Christine Ohuruogu, campionessa mondiale in carica, e dalla giamaicana Shericka Williams. Si rifà vincendo la medaglia d'oro con la staffetta 4×400 m grazie ad una sua ottima ultima frazione, che permette alla sua squadra di sopravanzare e battere la Russia in 3'18"54.
Il 13 e 14 settembre partecipa alla World Athletics Final di Stoccarda realizzando una doppietta sui 200 e 400 m piani.

### 2009: il primo titolo mondiale individuale

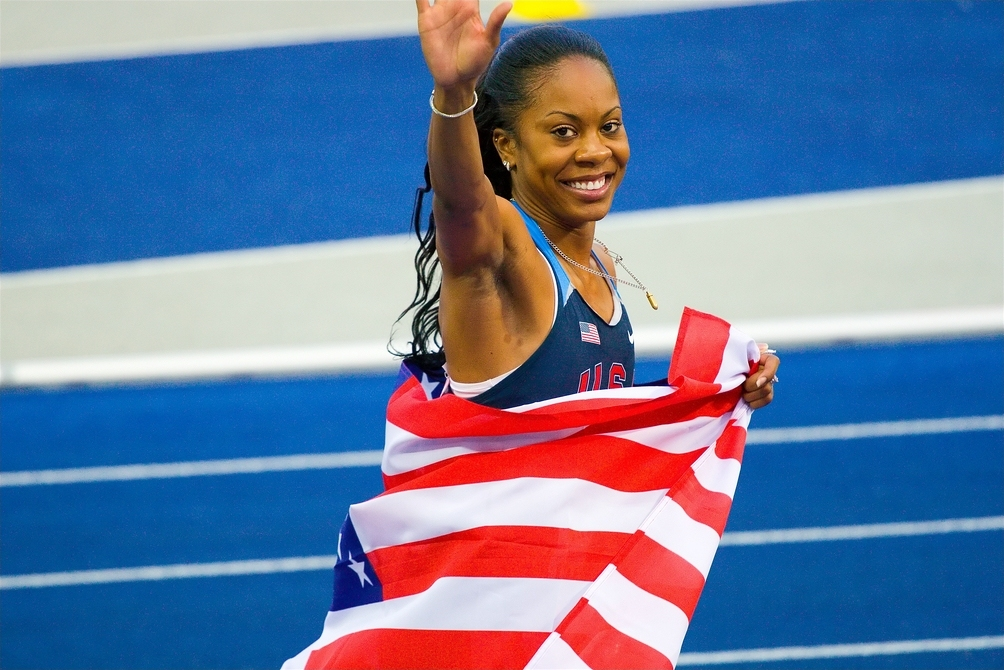
Sanya Richards-Ross dopo la vittoria del titolo mondiale dei 400 m a

Il 2009 è un anno di grandi soddisfazioni per Sanya Richards. In luglio, vincendo al Golden Gala di Roma i 400 m in 49"46 (36ª gara in carriera sotto i 50"), batte il record della tedesca Marita Koch come atleta che ha corso più volte la distanza in meno di 50 secondi.
Ai Mondiali di Berlino l'atleta statunitense ottiene finalmente il suo primo oro mondiale individuale vincendo i 400 m con il tempo di 49"00, davanti alla giamaicana Shericka Williams e alla russa Antonina Krivošapka. Con le compagne di nazionale Debbie Dunn, Allyson Felix e Lashinda Demus ottiene il suo terzo oro mondiale in carriera nella staffetta 4×400 metri; il tempo di 3'17"83 realizzatta dalla staffetta statunitense rappresenta anche il miglior tempo mondiale stagionale.
Il 4 settembre al Memorial Van Damme di Bruxelles migliora il suo primato stagionale sui 400 m, fermando il cronometro a 48"83, miglior prestazione mondiale stagionale, a soli 13/100 dal suo record continentale risalente a tre anni prima. Vincendo tutte le prove della Golden League, la Richards si assicura per la terza volta in carriera il jackpot della manifestazione, questa volta in condivisione con il mezzofondista Kenenisa Bekele e l'astista Elena Isinbaeva.
A coronamento della sua stagione sportiva il 22 novembre viene premiata per la seconda volta come atleta femminile dell'anno, durante il World Athletics Gala, evento organizzato dalla federazione internazionale di atletica al fine di celebrare i migliori atleti della stagione.

### 2010-2011: l'infortunio e il ritorno alle gare

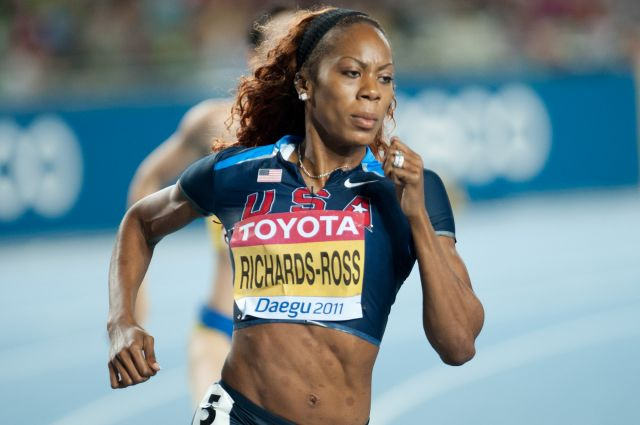
Sanya Richards-Ross ai Mondiali di

Il 26 febbraio 2010, con rito celebrato alla Hyde Park Baptist Church di Austin, convola a nozze con Aaron Ross, giocatore di football americano dei New York Giants.
È costretta a rinunciare a gran parte della stagione 2010 a causa di un infortunio al quadricipite che le impedisce di allenarsi. Torna l'anno successivo partecipando in aprile al Michael Johnson Invitational a Waco, Texas, vincendo in 52"00 i 400 m piani, corsi per la prima volta dopo ben 10 mesi di assenza.
Il 26 maggio torna a gareggiare in un appuntamento della Diamond League, prendendo parte ai 200 e 400 metri del Golden Gala di Roma. In entrambe le distanze si classifica 5ª, facendo registrare i suoi primati stagionali con i tempi di 22"88 e 50"98.
Dopo aver gareggiato nel Prefontaine Classic a Eugene, piazzandosi 4ª in 51"78, prende parte ai campionati nazionali, validi come trials per i Mondiali dello stesso anno; avendo già diritto a partecipare alla rassegna iridata sui 400 m piani, in qualità di detentrice del titolo, prende parte solamente alla gara dei 200 metri dei trials, non andando oltre il 7º posto in 22"68.
Continua la stagione agonistica correndo al meeting Athletissima di Losanna (2ª in 50"61) e al London Grand Prix dove coglie la prima vittoria dell'anno in Diamong League, correndo in 49"66, suo primato stagionale. Ai Mondiali di Taegu raggiunge la finale dei 400 m dove si classifica solo 7ª con il tempo di 51"32; pochi giorni dopo vince il suo quarto oro iridato nella staffetta 4×400 m con il tempo di 3'18"09, insieme alle connazionali Allyson Felix, Jessica Beard e Francena McCorory.

## Record nazionali
Seniores
- 400 metri piani: 48"70 ( Atene, 16 settembre 2006)
- Staffetta mista (1200+400+800+1600 m): 10'36"50 ( Nassau, 2 maggio 2015)  (Treniere Moser, Sanya Richards-Ross, Ajeé Wilson, Shannon Rowbury)

## Progressione

### 200 metri piani

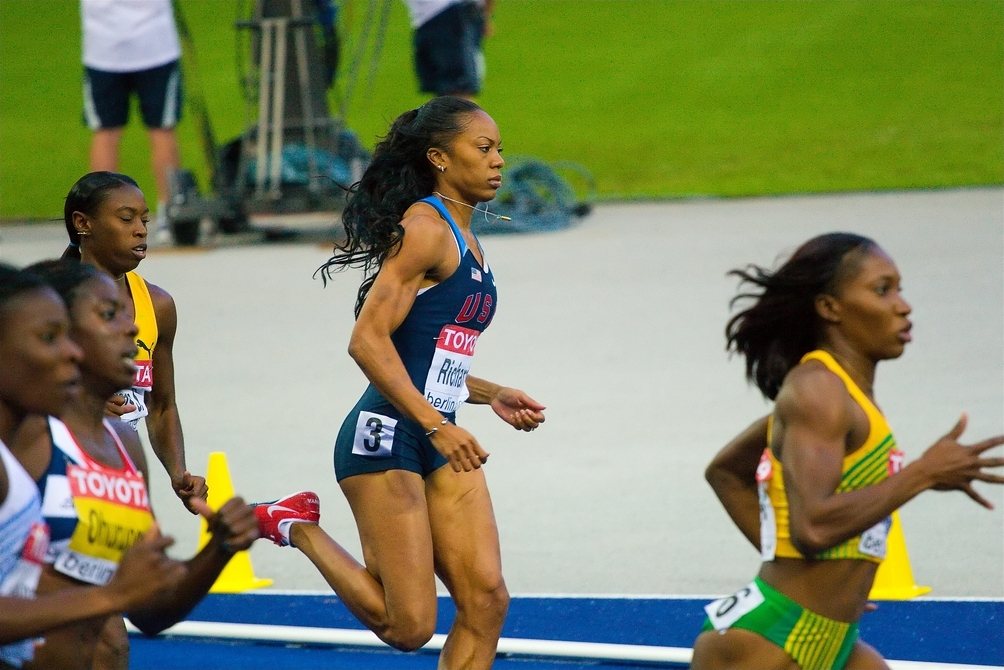
Sanya Richards-Ross durante la vittoriosa finale dei 400 m a

| Stagione | Tempo | Luogo       | Data      | Rank. Mond. |
| -------- | ----- | ----------- | --------- | ----------- |
| 2015     | 22"87 | Londra      | 25-7-2015 | 53ª         |
| 2012     | 22"09 | New York    | 9-6-2012  | 2ª          |
| 2011     | 22"63 | Budapest    | 30-7-2011 | 18ª         |
| 2009     | 22"29 | Salonicco   | 12-9-2009 | 3ª          |
| 2008     | 22"49 | Roma        | 11-7-2008 | 14ª         |
| 2007     | 22"31 | Osaka       | 29-8-2007 | 2ª          |
| 2006     | 22"17 | Stoccarda   | 9-9-2006  | 3ª          |
| 2005     | 22"53 | Monterrey   | 11-6-2005 | 11ª         |
| 2004     | 22"73 | Norman      | 30-4-2004 | 28ª         |
| 2003     | 22"86 | Austin      | 18-5-2003 | 29ª         |
| 2002     | 23"01 | Nassau      | 13-7-2002 | 39ª         |
| 2001     | 23"09 | Sacramento  | 29-7-2001 | 57ª         |
| 2000     | 23"57 | Gainesville | 13-5-2000 |             |
| 1999     | 23"63 | Omaha       | 31-7-1999 |             |

### 400 metri piani

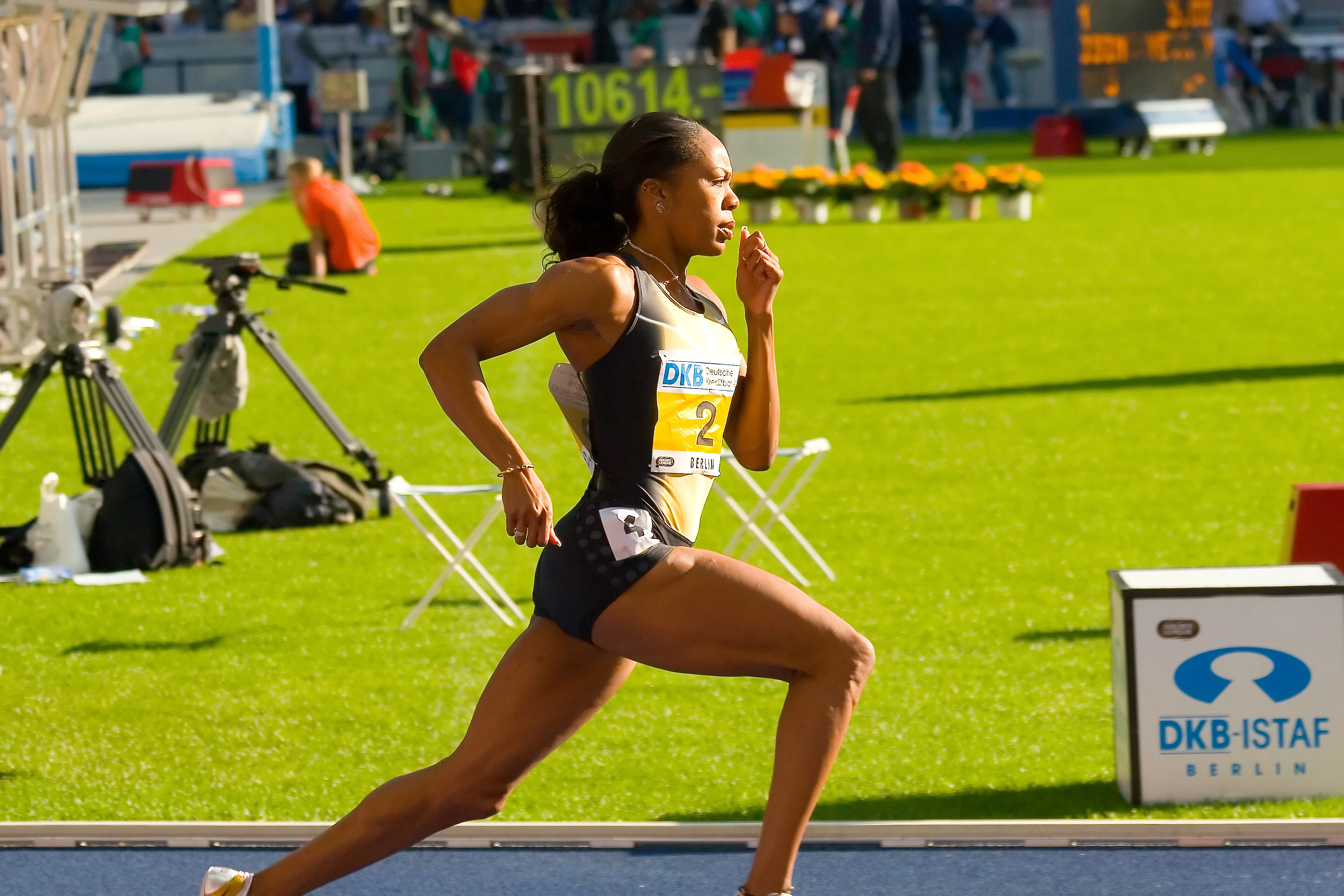
Sanya Richards-Ross all'ISTAF Berlin 2007

| Stagione | Tempo | Luogo      | Data      | Rank. Mond. |
| -------- | ----- | ---------- | --------- | ----------- |
| 2016     | 52"16 | Eugene     | 28-5-2016 | 105ª        |
| 2015     | 49"95 | Kingston   | 9-5-2015  | 4ª          |
| 2014     | 49"66 | Sacramento | 28-6-2014 | 2ª          |
| 2013     | 51"43 | Des Moines | 20-6-2013 | 35ª         |
| 2012     | 49"28 | Eugene     | 24-6-2012 | 2ª          |
| 2011     | 49"66 | Londra     | 6-8-2011  | 3ª          |
| 2010     | 51"82 | Des Moines | 25-6-2010 | 46ª         |
| 2009     | 48"83 | Bruxelles  | 4-9-2009  | 1ª          |
| 2008     | 49"74 | Zurigo     | 29-8-2008 | 3ª          |
| 2007     | 49"27 | Stoccarda  | 23-9-2007 | 1ª          |
| 2007     | 49"27 | Berlino    | 16-9-2007 | 1ª          |
| 2006     | 48"70 | Atene      | 16-9-2006 | 1ª          |
| 2005     | 48"92 | Zurigo     | 19-8-2005 | 1ª          |
| 2004     | 49"89 | Sacramento | 17-7-2004 | 7ª          |
| 2003     | 50"58 | Sacramento | 14-6-2003 | 9ª          |
| 2002     | 50"69 | Palo Alto  | 22-6-2002 | 5ª          |
| 2001     | 53"47 | Raleigh    | 17-6-2001 | 215ª        |
| 2000     | 54"34 | Amherst    | 28-7-2000 |             |

### 400 metri piani indoor
| Stagione | Tempo | Luogo        | Data      | Rank. Mond. |
| -------- | ----- | ------------ | --------- | ----------- |
| 2014/15  | 53"71 | New York     | 14-2-2015 | 86ª         |
| 2011/12  | 50"71 | Albuquerque  | 26-2-2012 | 1ª          |
| 2005/06  | 51"28 | Boston       | 26-2-2006 | 14ª         |
| 2003/04  | 50"82 | Fayetteville | 13-3-2004 | 4ª          |
| 2002/03  | 51"87 | Fayetteville | 15-3-2003 | 9ª          |
| 2001/02  | 52"10 | New York     | 10-3-2002 | 8ª          |

## Palmarès

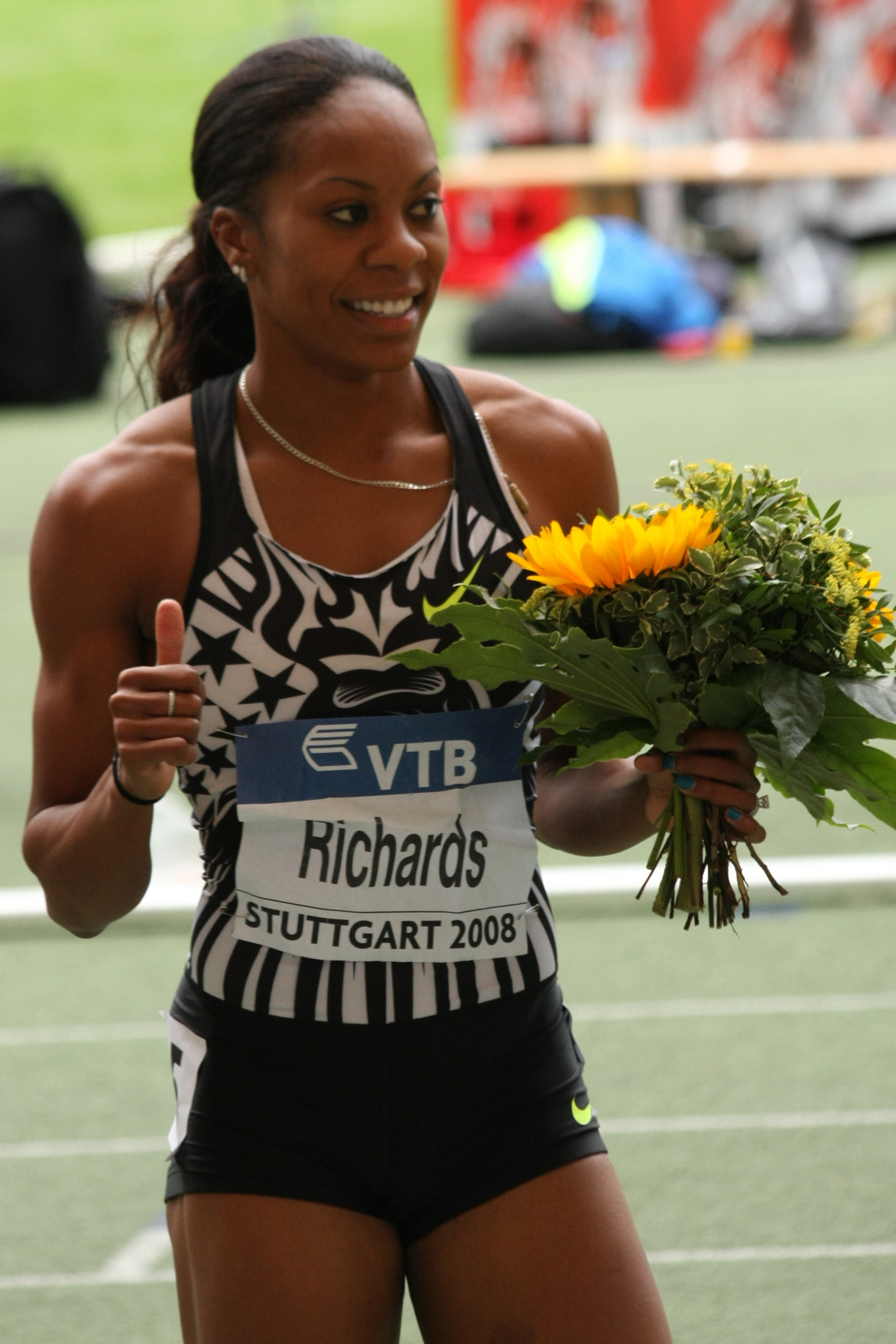
Sanya Richards-Ross durante la World Athletics Final 2008

| Anno | Manifestazione  | Sede        | Evento          | Risultato  | Prestazione | Note                                     |
| ---- | --------------- | ----------- | --------------- | ---------- | ----------- | ---------------------------------------- |
| 2002 | Mondiali U20    | Kingston    | 200 m piani     | Bronzo     | 23"09       |                                          |
| 2002 | Mondiali U20    | Kingston    | 400 m piani     | Argento    | 51"49       |                                          |
| 2003 | Mondiali        | Saint-Denis | 400 m piani     | Semifinale | 51"32       |                                          |
| 2003 | Mondiali        | Saint-Denis | 4×400 m         | Oro        | 3'22"63     | Miglior prestazione mondiale stagionale  |
| 2004 | Giochi olimpici | Atene       | 400 m piani     | 6ª         | 50"19       |                                          |
| 2004 | Giochi olimpici | Atene       | 4×400 m         | Oro        | 3'19"01     |                                          |
| 2005 | Mondiali        | Helsinki    | 400 m piani     | Argento    | 49"74       |                                          |
| 2006 | Mondiali indoor | Mosca       | 400 m piani     | Semifinale | 52"46       |                                          |
| 2007 | Mondiali        | Osaka       | 200 m piani     | 5ª         | 22"70       |                                          |
| 2007 | Mondiali        | Osaka       | 4×400 m         | Oro        | 3'18"55     | Miglior prestazione mondiale stagionale  |
| 2008 | Giochi olimpici | Pechino     | 400 m piani     | Bronzo     | 49"93       |                                          |
| 2008 | Giochi olimpici | Pechino     | 4×400 m         | Oro        | 3'18"54     | Miglior prestazione personale stagionale |
| 2009 | Mondiali        | Berlino     | 400 m piani     | Oro        | 49"00       | Miglior prestazione mondiale stagionale  |
| 2009 | Mondiali        | Berlino     | 4×400 m         | Oro        | 3'17"83     | Miglior prestazione mondiale stagionale  |
| 2011 | Mondiali        | Taegu       | 400 m piani     | 6ª         | 51"32       |                                          |
| 2011 | Mondiali        | Taegu       | 4×400 m         | Oro        | 3'18"09     | Miglior prestazione mondiale stagionale  |
| 2012 | Mondiali indoor | Istanbul    | 400 m piani     | Oro        | 50"79       |                                          |
| 2012 | Mondiali indoor | Istanbul    | 4×400 m         | Argento    | 3'28"79     | Miglior prestazione personale            |
| 2012 | Giochi olimpici | Londra      | 200 m piani     | 5ª         | 22"39       |                                          |
| 2012 | Giochi olimpici | Londra      | 400 m piani     | Oro        | 49"55       |                                          |
| 2012 | Giochi olimpici | Londra      | 4×400 m         | Oro        | 3'16"87     | Miglior prestazione personale stagionale |
| 2014 | World Relays    | Nassau      | 4×400 m         | Oro        | 3'21"73     | Record dei campionati                    |
| 2015 | World Relays    | Nassau      | 4×400 m         | Oro        | 3'19"39     | Record dei campionati                    |
| 2015 | World Relays    | Nassau      | Staffetta mista | Oro        | 10'36"50    | Record mondiale                          |
| 2015 | Mondiali        | Pechino     | 4×400 m         | Argento    | 3'19"44     |                                          |

## Campionati nazionali
- 6 volte campionessa nazionale dei 400 m piani (2003, 2005, 2006, 2008, 2009, 2012)
- 2 volte campionessa nazionale indoor dei 400 m piani (2006, 2012)
- 1 volta campionessa nazionale U20 dei 400 m piani (2002)
- 1 volta campionessa NCAA dei 400 m piani (2003)
- 1 volta campionessa NCAA della staffetta 4×400 m (2003)
- 1 volta campionessa NCAA indoor dei 400 m piani (2004)
- 2 volte campionessa NCAA indoor della staffetta 4×400 m (2003, 2004)

2002
- Oro ai campionati statunitensi U20, 400 m piani - 50"69

2003
- Argento ai campionati NCAA indoor, 200 m piani - 22"90
- Argento ai campionati NCAA indoor, 400 m piani - 51"87
- Oro ai campionati NCAA indoor, 4×400 m - 3'27"66
- Oro ai campionati NCAA, 400 m piani - 50"58
- Oro ai campionati statunitensi (Palo Alto), 400 m piani - 51"01

2004
- Argento ai campionati NCAA indoor, 200 m piani - 22"49
- Oro ai campionati NCAA indoor, 400 m piani - 50"82
- Oro ai campionati NCAA indoor, 4×400 m - 3'28"69
- Bronzo ai campionati NCAA, 400 m piani - 50"68
- Argento ai campionati statunitensi (Carson), 400 m piani - 49"89

2005
- Oro ai campionati statunitensi, 400 m piani - 49"28

2006
- Oro ai campionati statunitensi indoor (Boston), 400 m piani - 51"28
- Oro ai campionati statunitensi (Indianapolis), 400 m piani - 49"27

2007
- Argento ai campionati statunitensi, 200 m piani - 22"43
- 4ª ai campionati statunitensi, 400 m piani - 50"68

2008
- Oro ai campionati statunitensi (Eugene), 400 m piani - 49"89

2009
- Oro ai campionati statunitensi (Eugene), 400 m piani - 50"05

2011
- 7ª ai campionati statunitensi, 200 m piani - 22"68

2012
- Oro ai campionati statunitensi indoor (Albuquerque), 400 m piani - 50"71
- Oro ai campionati statunitensi (Eugene), 400 m piani - 49"28

## Altre competizioni internazionali
2002

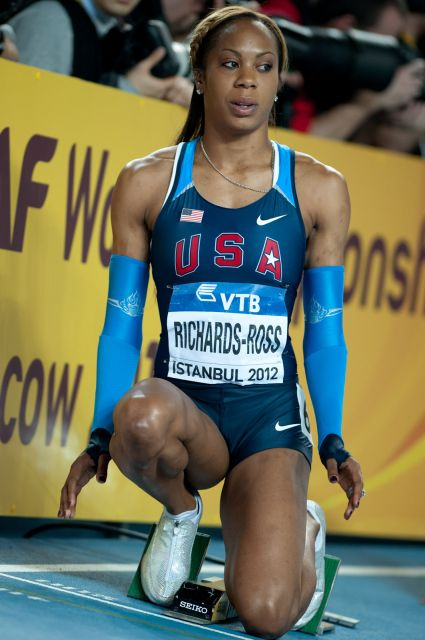
Sanya Richards-Ross sui blocchi di partenza prima della finale dei Mondiali indoor di

- Argento al Prefontaine Classic ( Eugene), 400 m piani - 51"16

2003
- Bronzo al London Grand Prix ( Londra), 400 m piani - 51"03
- Bronzo all'ISTAF Berlin ( Berlino), 400 m piani - 51"26

2005
- Argento al Prefontaine Classic ( Eugene), 400 m piani - 49"98
- Oro all'Athletissima ( Losanna), 400 m piani - 49"95
- Oro al Golden Gala ( Roma), 400 m piani - 49"82
- Oro al London Grand Prix ( Londra), 400 m piani - 50"35
- Oro al Weltklasse Zürich ( Zurigo), 400 m piani - 48"92
- Oro al British Grand Prix ( Sheffield), 400 m piani - 49"77
- Oro alla World Athletics Final ( Monaco), 400 m piani - 49"52

2006
- Oro al Jamaica International Invitational ( Kingston), 400 m piani - 49"89
- Oro al Prefontaine Classic ( Eugene), 400 m piani - 50"89
- Oro ai Bislett Games ( Oslo), 400 m piani - 49"82
- Oro al British Grand Prix ( Gateshead), 200 m piani - 22"25
- Oro al Meeting Gaz de France ( Saint-Denis), 400 m piani - 49"73
- Oro al Golden Gala ( Roma), 400 m piani - 49"31
- Argento al DN Galan ( Stoccolma), 200 m piani - 22"35
- Oro al London Grand Prix ( Londra), 400 m piani - 49"05
- Oro al Weltklasse Zürich ( Zurigo), 400 m piani - 50"18
- Oro al Memorial Van Damme ( Bruxelles), 400 m piani - 50"02
- Oro all'ISTAF Berlin ( Berlino), 400 m piani - 49"81
- Argento alla World Athletics Final ( Stoccarda), 200 m piani - 22"17
- Oro alla World Athletics Final ( Stoccarda), 400 m piani - 49"25
- Oro in Coppa del mondo ( Atene), 200 m piani - 22"23
- Oro in Coppa del mondo ( Atene), 400 m piani - 48"70

2007
- Oro al Prefontaine Classic ( Eugene), 400 m piani - 50"74
- Oro ai Bislett Games ( Oslo), 400 m piani - 50"26
- Oro al Meeting Gaz de France ( Saint-Denis), 400 m piani - 49"52
- Oro al Golden Gala ( Roma), 400 m piani - 49"77
- Argento al British Grand Prix ( Sheffield), 200 m piani - 22"44
- Oro al London Grand Prix ( Londra), 400 m piani - 49"79
- Argento al DN Galan ( Stoccolma), 100 m piani - 11"05
- Argento al DN Galan ( Stoccolma), 400 m piani - 49"72
- Oro al Weltklasse Zürich ( Zurigo), 400 m piani - 49"36
- Oro al Memorial Van Damme ( Bruxelles), 400 m piani - 49"29
- Oro all'ISTAF Berlin ( Berlino), 400 m piani - 49"27
- Oro alla World Athletics Final ( Stoccarda), 400 m piani - 49"27
- Argento al Shanghai Golden Grand Prix ( Shanghai), 100 m piani - 10"97

2008
- Oro al Jamaica International Invitational ( Kingston), 400 m piani - 50"60
- Oro al Reebok Grand Prix ( New York), 400 m piani - 50"04
- Oro al Prefontaine Classic ( Eugene), 400 m piani - 50"10
- Argento al Golden Gala ( Roma), 200 m piani - 22"49
- Oro al Meeting Gaz de France ( Saint-Denis), 200 m piani - 22"56
- Oro al DN Galan ( Stoccolma), 400 m piani - 50"38
- Oro al Weltklasse Zürich ( Zurigo), 400 m piani - 49"74
- Oro alla World Athletics Final ( Stoccarda), 200 m piani - 22"50
- Oro alla World Athletics Final ( Stoccarda), 400 m piani - 50"41

2009
- Argento al Jamaica International Invitational ( Kingston), 400 m piani - 51"12
- Oro al Prefontaine Classic ( Eugene), 400 m piani - 49"86
- Oro all'ISTAF Berlin ( Berlino), 400 m piani - 49"57
- Oro ai Bislett Games ( Oslo), 400 m piani - 49"23
- Oro al Golden Gala ( Roma), 400 m piani - 49"46
- Oro al Meeting Areva ( Saint-Denis), 400 m piani - 49"34
- Oro al Weltklasse Zürich ( Zurigo), 400 m piani - 48"94
- Oro al Memorial Van Damme ( Bruxelles), 400 m piani - 48"83
- Argento alla World Athletics Final ( Salonicco), 200 m piani - 22"29
- Oro alla World Athletics Final ( Salonicco), 400 m piani - 49"95

2011
- Bronzo al Golden Spike Ostrava ( Ostrava), 400 m piani - 50"99
- Argento all'Athletissima ( Losanna), 400 m piani - 50"61
- Oro al London Grand Prix ( Londra), 400 m piani - 49"66

2012
- Argento al Jamaica International Invitational ( Kingston), 400 m piani - 50"11
- Oro al Golden Spike Ostrava ( Ostrava), 400 m piani - 50"65
- Oro al Prefontaine Classic ( Eugene), 400 m piani - 49"39
- Oro all'Adidas Grand Prix ( New York), 200 m piani - 22"09
- Oro al DN Galan ( Stoccolma), 400 m piani - 49"89
- Oro al Weltklasse Zürich ( Zurigo), 400 m piani - 50"21

2014
- Oro al Meeting Areva ( Saint-Denis), 400 m piani - 50"10
- Argento al Glasgow Grand Prix ( Glasgow), 400 m piani - 50"39
- Argento al DN Galan ( Stoccolma), 400 m piani - 50"27
- Oro al Memorial Van Damme ( Bruxelles), 400 m piani - 49"98

2015
- Oro al Jamaica International Invitational ( Kingston), 400 m piani - 49"95
- Argento al Prefontaine Classic ( Eugene), 400 m piani - 50"29
- Argento all'Athletissima ( Losanna), 400 m piani - 51"12
- Oro ai London Anniversary Games ( Londra), 4×100 m - 42"32

## Riconoscimenti
- Atleta mondiale dell'anno (2006, 2009)
- Jesse Owens Award (2006)
- USATF Youth Athlete of the Year (2002)
- Visa Humanitarian Athlete of the Year (2005)